# Tuctoria greenei
Tuctoria greenei là một loài thực vật có hoa trong họ Hòa thảo. Loài này được (Vasey) Reeder miêu tả khoa học đầu tiên năm 1982.